# Ла-Вілавелья
Ла-Вілавелья, Вільяв'єха (валенс. La Vilavella (офіційна назва), ісп. Villavieja) — муніципалітет в Іспанії, у складі автономної спільноти Валенсія, у провінції Кастельйон. Населення — 3357 осіб (2010).

## Географія
Муніципалітет розташований на відстані близько 310 км на схід від Мадрида, 19 км на південний захід від міста Кастельйон-де-ла-Плана.

## Демографія
Динаміка населення (INE ):

## Галерея зображень

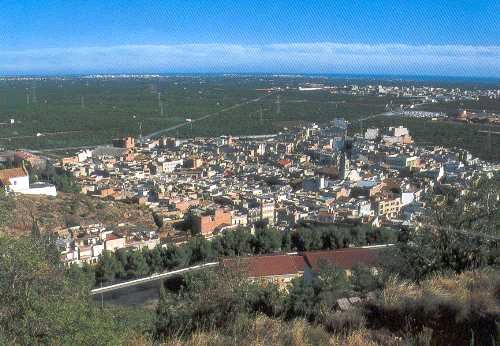
Панорама
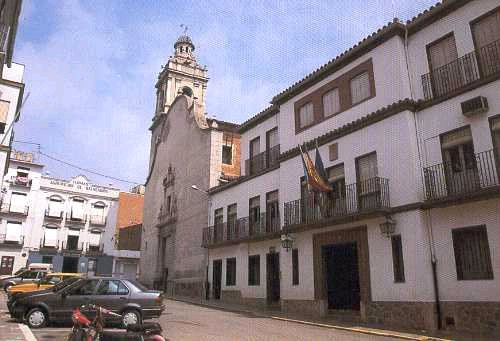
Парафіяльна церква
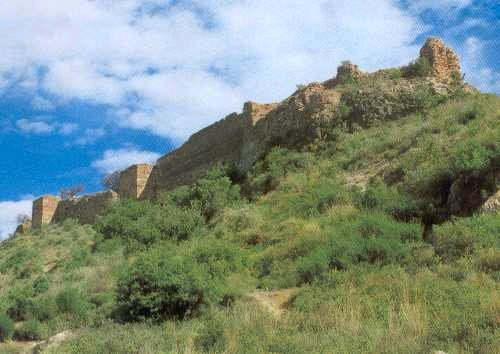
Замок